# Nectandra minima
Nectandra minima là một loài thực vật thuộc họ Lauraceae. Đây là loài đặc hữu của Cuba. Chúng hiện đang bị đe dọa vì mất môi trường sống.